# Álbum de Galicia

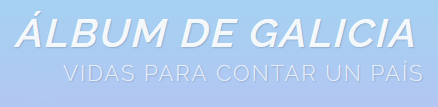
Logotipo del Álbum.

El Álbum de Galicia del Consejo de la Cultura Gallega es una colección digital biográfica de personalidades de Galicia disponible en Internet publicada en enero de 2020, incluyendo y ampliando los contenidos de las colecciones ya publicadas anteriormente por el propio CCG (el Álbum da Ciencia, el Álbum de Mulleres, el Álbum da JAE y el Álbum da Emigración), que consta de más de setecientas entradas y en continuo crecimiento.

## Lista (incompleta) de personalidades presentes
Marcial del Adalid

Ramón María Aller

Juan Alonso López y Nobal

Syra Alonso

José Alonso López y Nobal

Amparo Alvajar

Salustio Alvarado Fernández

Francisca Álvarez

Juan R. Álvarez

Amalia Álvarez Gallego

Waldo Álvarez Ínsua

Marceliano Álvarez Muñiz

Ángeles Alvariño

Carme Alvariño Alejandro

Emilio Anadón Frutos

Eloy Luís André

Jesús Andreu Lázaro

Buenaventura Andreu Morera

José María Andrey y Sierra

Nicolasa Añón Paz

Andrés Antelo Lamas

María Araújo

Concepción Arenal

Rafael Areses Vidal

Xela Arias

Carmen Arias López

Anselmo Arias Teixeiro

Antonio Arias Teixeiro

Carmen Arias Mimina

Ramón Armada Teixeiro

Felicia Auber

Pedro Alejandro Auber

Jesús Bal y Gay

José María Baleato

Ramón Baltar

Ángel Baltar Cortés

Antonio Baltar

María Balteira

Manuel Banet

Manuel Fernández Baraja

María Barbeito

Juan Barcia Caballero

Juan José Barcia Goyanes

Bernardo Barreiro

Charles Eugène Barrois

José Luis Barros Malvar

Leopoldo Basa

Rosa Bassave

Tomás Batuecas Marugán

Francisco Bellot Rodríguez

Beatriz Benavides

Ricardo Bernárdez

Fermín Bescansa Casares

Hortensia Blanch

Josefina Blanco

Luís Blanco Rivero

Ramón Blanco y Pérez del Camino

José Blanco Amor

Roberto Blanco Torres

José Boado y Castro

Maruxa Boga

Baltasar Manuel Boldo

Ignacio Bolívar y Urrutia

Patricio Borobio

Fermín Bouza-Brey

Luis R. Brage Villar

Celia Brañas

Gonzalo Brañas Fernández

María Brey Mariño

Antonio Brunet y Talleda

Odón de Buen y del Cos

Eusebio Martínez Bueno 

Gumersindo Busto Villanueva

Begoña Caamaño

Manuel Cabaleiro Goás

Ernesto Caballero Bellido

Ramón Cabanillas

Rafael Cadórniga Carro

María Cagiao

Laureano Calderón Arana

Emilia Calé

Fernando Calvet Prats

Domingo Antonio Camiña Fortes

Juan Bautista Camiña

Jesús Canabal

José María Cao

Juana Capdevielle

Jesús Carballo Taboada

Uxío Carré Aldao

Leandro Carré Alvarellos

Santiago Carro García

Roque Carús Falcón

Ánxel Casal

Sofía Casanova

Antonio Casares Gil

José Casares

María Casares

Antonio Casares Rodríguez

Fermín Casares y Bescansa

María Castaña

Castelao

Placeres Castellanos

Pilar Castillo Sánchez

Beatriz de Castro

Constanza de Castro

Inés de Castro

Pedro de Castro

Plácido Castro

Rosa María de Castro

Rosalía de Castro

Concha Castroviejo

Santiago Castroviejo

Pedro Antonio Cerviño

Chané

Eduardo Chao

Micaela Chao Maciñeira

José María Chao Rodríguez

Aniceto Charro Arias

César Cisneros

Ángel Cobián Areal

Miguel Colmeiro

José Carlos Colmeiro Laforet

Andrés Comerma

Francisco Cónsul Jove y Tineo

Carmen Cornes

José Cornide Saavedra

Clara Corral

Evaristo Correa Calderón

Antonio Correa Fernández

María Corredoyra

Maruxa das Cortellas

José Costa Figueiras

Pedro Couceiro

Antonio Couceiro Freijomil

Antonio Couzo García

Luis Crespí

Mariano Cubí y Soler

Luisa Cuesta Gutiérrez

Florentino L. Cuevillas

Antonio Culebras Souto

Manuel Curros Enríquez

María Antonia Dans

Filomena Dato

Patricio Delgado Luaces

José Deulofeu y Poch

María Victoria Díaz Riva

Manuel Díaz Rozas

Lolita Díaz Baliño

Rafael Dieste

María Dios

Emilia Docet

Modesto Domínguez Hervella

Juan Donapetry

Manuel Dopazo

Joaquina Dorado

Juan Jacobo Durán Loriga

Armando Durán Miranda

Mauricio Echandi Montalvo

Antonio Eleizegui López

Ilduara Eriz

Ricardo Escauriaza

Félix Domingo Estrada

Rafael Estrada

Exeria

Joaquín Ezquerra

Nieves Fariza Alonso

Benito Jerónimo Feijoo

Perfecto Feijoo

Urbano Feijoo Sotomayor

Belén Feliú

Elsa Fernández

Valeriano Fernández Bacorell

Manuel Rufo Fernández Carballido

Elisa Fernández de la Vega

Jimena Fernández de la Vega

José Ramón Fernández de Luanco

David Fernández Diéguez

Ignacio Fernández Flórez Reguera

Cesáreo Fernández Losada

Manuel Jacobo Fernández Mariño

José Fernández Martínez

Ramón Fernández Mato

Rita Fernández Queimadelos

Gustavo Fernández Rodríguez Bastos

Gabriel Fernández Taboada

Antonia Ferrín

Xosé Filgueira Valverde

Domingo Fontán

Ramiro Fonte

Xosé Fontenla Leal

Ramón Fontenla

Emilio Fraga

Francisco Freire Barreiro

Gonzalo Gallas

Cruz Gallástegui

Abelardo Gallego

Heliodoro Gallego Armesto

Olga Gallego

Leoncio Gandós

Andrés Gaos Berea

Fausto Garagarza

Fernando Garcia Arenal

Víctor García Ferreiro

Antonio García Maceira

Carlos García Martínez

Pío García Novoa

Josefina García Pérez

Antonio García Varela

José García-Blanco

Eustaquio Giannini

Miguel Gil Casares

José María Gil Rey

Francisco Giral González

Pedro Gómez de Bedoya y Paredes

Manuel Gómez Larrañeta

Mariano Gómez Ulla

Manuel Gómez-Durán Martínez

Irene González

Vicente González Canales

Jaime González Carreró

Corona González Estévez

Ramón González Fernández

Daría González García

José González López

José González Olivares

Joseph González Salgado

Claudio González Zúñiga

Vicente Goyanes

José Goyanes Álvarez

Mariano de la Paz Graells Agüera

Albert Grimaldi

Vicente Guarnerio

Ernesto Guerra da Cal

Francisco Guitián

Ángeles Gulín

Gonzalo Gurriarán

José Gutiérrez del Arroyo

Leopoldo Hernández Robredo

Primitivo Hernández Sampelayo

José María Hernansáez

Francisca Herrera Garrido

Enrique Hervada

Ragnar Hult

Alexander von Humboldt

Urraca I

Carlos Ibañez y Varela

Juana de Ibarbourou

Santiago de la Iglesia Santos

Emigdio Iglesias

Josefa Iglesias Vilarelle

Francisco Iglesias Brage

María Antonia Iglesias

Luís Iglesias Iglesias

Luis Iglesias Pardo

María Francisca de Isla

Gerardo Jeremías Devesa

Ángel Jorge Echeverri

Jorge Juan y Santacilia

Ana Kiro

Ángel Labadía

Ángel Laborde

Hortensia Landeira

Johan Martin Christian Lange

Ángel Lázaro

Bernardo Lecocq Honesy

Sara Leirós

Carlos Lemaur

Juan Lembeye y Lartaud

Calixto Loira

Octavio Lois Amado

Juan Lojo Batalla

Gonzalo López Abente

Andrea López Chao

Rosa López Comunión

Antonio López de Guadalupe

Jacobo López Elizagaray

Manuel López Enríquez

Carlos López García-Picos

Amparo López Jeán

Víctor López Seoane

Juan López Soler

Juan López Suárez

Carmen López-Cortón

Pura Lorenzana

Antón Losada Diéguez

Eloy Luís

Dionisio Macarte

Gerónimo Macho Velado

Enrique X. Macías

Manuel Magariños Castaños

Maruja Mallo

Manuel Antonio

Manuel Manzanares

Ramón Margalef López

María Mariño

Tomás Mariño

Juan Martín Sauras

Antonio Martínez de la Riva

Ángel Martínez de la Riva Vilar

Domingo Martínez de Presa

Manuel Martínez-Risco

Sesé Mateo

Urania Mella

Baltasar Merino

Manuel Eugenio Merino

Xulia Minguillón

María Miramontes

Anisia Miranda

Faustino Miranda González

Carlos Montenegro Rodríguez

Ricardo Montequi y Díaz de la Plaza

Saturnino Montojo

María Luz Morales

Olga Moreiras Tuni

María Victoria Moreno

Francisca “Pancha” Morlán

Evaristo Antonio Mosquera

Francisco Antonio Mourelle

Carmen Muñoz Manzano

María Muñoz Portal

Manuel Muñoz Taboadela

Alfredo Nan de Allariz

José María Navaz y Sanz

Francisco de Neira

Ofelia Nieto Iglesias

Pepa Noia

João da Nova

Lino Novás

Adelardo Novo

Antonio Novo Campelo

Domingo Antonio de Nóvoa

Roberto Nóvoa

Sofía Novoa

Mercedes Núñez

Timoteo O'Scanlan

Miguel Odriozola

Antonia Ortiz

Osorio-Tafall

Alejandro Otero

Enriqueta Otero

Ernestina Elena Otero

Luís Otero Pimentel

Ramón Otero Acuña

Enrique Otero Aenlle

Xosé Otero Espasandín

La Bella Otero

Fernando Oxea

Nicasio Pajares

María del Portal Emiliana Panisse Ferrer

Paz Parada

Emilia Pardo Bazán

Jacobo María de Parga

Isidro Parga Pondal

Ubaldo Pasarón y Lastra

Patricio María Paz

Antón Paz Míguez

Marcelino Pedreira

Pedro Pena y Pérez

María Antonia Pereira

Ramón Pérez Costales

José Pérez López-Villamil

Narcisa Pérez Reoyo

Severino Pérez y Vázquez

Justo Pico de Coaña

Gerónimo Piñeiro

Elena Piñeiro Castro

Manuel Piñeiro Herba

Eugenio Piñerúa Álvarez

María Pita

José Planellas

Rosa Pons

Francisco Ponte y Blanco

Lois Porteiro Garea

Antonio Posse Roybanes

Pedro Andrés Pourret

Jesusa Prado

Casiano de Prado y Vallo

Esteban Quet y Puigvert

Xaime Quintanilla Martínez

Mary Quintero

José Quiroga Méndez

Manuel Quiroga

Marcelino Ramírez García

Concepción Ramón

Benito Regueiro Varela

María Reguera

María Manuela Ramona Rey González

Ignacio Ribas Marqués

Tomás Rico

María Dolores del Río Sánchez-Granados

Eduardo del Río y Lara

Cándido Ríos

Francisco de los Ríos

Isabel Ríos

Vicente Risco

Arturo Rivas Castro

Maruja Roca

Dolores Rodeiro

Carlos Rodríguez Baltar

Juan Antonio Rodríguez Bustillo

Alejandro Rodríguez Cadarso

Aurora Rodríguez Carballeira

Hildegart Rodríguez Carballeira

José Rodríguez Carracido

Antonio Rodríguez Darriba

Carmen Rodríguez de Legísima

José Rodríguez González

José Rodríguez Martínez

José Rodríguez Mourelo

María Aurea Rodríguez Rodríguez

Juan Rodríguez Sardiña

Luis Rodríguez Seoane

Ramón Rodríguez Somoza

Juan Rof Codina

Juan Rof Carballo

Francisco Romero Blanco

José María Romero Fernández de Landa

Francisco Romero Molezún

Juana Rouco

Ramón Rúa Figueroa

Mercedes Ruibal

Ángela Ruíz Robles

Ramón de la Sagra

Concepción Sáiz

Frei Rosendo Salvado

Francisco San

Xesús San Luís

Francisco Sánchez

Julián Sánchez Bort

Timoteo Sánchez Freire

Gumersindo Sánchez Guisande

Fernando Sande y Lago

María Antonina Sanjurjo

Elvira Santiso

Martín Sarmiento

Pedro Sarmiento de Gamboa

Camille François Sauvageau

Guillermo Schulz

Francisco de Seijas

Ernesto Seijo

Josep Seixo

Luciano Seoane

Antonio Sierra Forniés

César Sobrado

Juan Sobreira

Ramón Sobrino Buhigas

María Soliña

Emilio Sotelo

Benito Ángel Dionisio Sotelo y Rivas

Marisa Soto

Reveriano Soutullo

Julián Francisco Suárez

Paulino Suárez

Juan Suárez Casas

Enrique Suárez Couto

Francisco Sueiras

Nicolás Taboada y Leal

Luis Taibo

Victoriano Taibo

Maximino Teijeiro

Ramón Tenreiro

Joan Texidor i Cos

Lois Tobío Fernández

María de los Ángeles Tobío Fernández

Xohana Torres

Antón Tovar

Pedro Urquijo

Joaquín Vaamonde Rodríguez

Teresa Vaamonde Valencia

Lope Valcárcel Vargas

Olimpia Valencia

Antonio Valenzuela Ozores

Avelina Valladares

María Valverde

Ramón Varela de la Iglesia

Teodoro Varela de la Iglesia

José Varela de Montes

Juan Varela Gil

Gregorio Varela Mosquera

Manuel Varela Radío

Ángel Varela Santos

José Varela y Ulloa

Ricardo Varela y Varela

Manuel Vázquez Castro

Pura Vázquez Iglesias

Concha Vázquez Martínez

Vicente Vázquez Queipo

María Vázquez Suárez

Juana de Vega

Pascual Veiga

Salvador Velayos

José Francisco Vendrell de Pedralbes

Ramón Verea García

Engracia Vérez

Enrique Vidal Abascal

Ernesto Viéitez

Mercedes Vieito

Xosé Luis Vila Jato

Antonio Vila Nadal

Antón Vilar Ponte

Ramón Vilar Ponte

Luísa Villalta

Maruxa Villanueva

Marisa Villardefrancos

Cipriano Vimercati

Eduardo Vincenti

María Vinyals

Xohán Vicente Viqueira

Leoncio Virgós Guillén

Heinrich Moritz Willkomm

María Josefa Wonenburger

Isabel de Zendala

Pepa A Loba

Tacholas